# David M. Key
Pour les articles homonymes, voir Key.
David McKendree Key, né le 27 janvier 1824 à Greeneville (Tennessee) et mort le 3 février 1900 à Chattanooga (Tennessee), est un homme politique américain. Membre du Parti démocrate, il est sénateur du Tennessee entre 1875 et 1877 puis Postmaster General des États-Unis entre 1877 et 1880 dans l'administration du président Rutherford B. Hayes.

## Biographie
Key a servi comme ministre des Postes des États-Unis dans le cabinet du président Rutherford B. Hayes de 1877 à 1880. Seul démocrate du cabinet, sa nomination était l'une des contreparties prévues aux termes du compromis de 1877.